# Grigorij Klimow (lekkoatleta)
Grigorij Jakowlewicz Klimow (ros. Григорий Яковлевич Климов, ur. 10 kwietnia 1933 w obwodzie moskiewskim) – radziecki lekkoatleta, chodziarz, rekordzista świata, dwukrotny olimpijczyk.
Startował w chodzie na 50 kilometrów na igrzyskach olimpijskich w 1956 w Melbourne, lecz nie ukończył tej konkurencji. Został zdyskwalifikowany na tym samym dystansie podczas igrzysk olimpijskich w 1960 w Rzymie, a także mistrzostw Europy w 1962 w Belgradzie.
Zdobył brązowy medal w chodzie na 50 kilometrów na Światowym Festiwalu Młodzieży i Studentów w 1957 w Moskwie.
Ustanowił następujące rekordy świata:
| Konkurencja           | Data i miejsce              | Wynik   |
| --------------------- | --------------------------- | ------- |
| chód na 50 kilometrów | 10 sierpnia 1956, Moskwa    | 4:05:13 |
| chód na 50 kilometrów | 17 sierpnia 1961, Leningrad | 4:01:39 |

Był mistrzem ZSRR w chodzie na 50 kilometrów w 1956 i 1962, wicemistrzem w 1960 i 1966 oraz brązowym medalistą w 1959 i 1965.
Później pracował jako trener w CSKA Moskwa. Jego podopiecznym był m.in. Michaił Szczennikow.